# Maryna Tkačenko
Maryna Ivanivna Kopča, coniugata Tkačenko (in ucraino Марина Іванівна Копча-Ткаченко?; Mukačevo, 29 agosto 1965), è un'ex cestista e allenatore di pallacanestro ucraina, fino al 1991 sovietica.

## Carriera
Con l'Unione Sovietica ha disputato i Campionati mondiali del 1990 e i Campionati europei del 1991.
Con la Squadra Unificata ha disputato i Giochi olimpici di Barcellona 1992.
Con l'Ucraina ha disputato i Giochi olimpici di Atlanta 1996 e tre edizioni dei Campionati europei (1995, 1997, 2001).

## Palmarès

### Giocatrice
- Olimpiadi: 1 oro

CSI: Barcellona 1992
- Europei: 2

URSS: Israele 1991; Ucraina: Rep. Ceca 1995
- Coppa Ronchetti: 1

Dynamo Kiev: 1987-1988